# Кубок Америки з футболу 1975
Кубок Америки з футболу 1975 року — тридцятий розіграш головного футбольного турніру серед національних збірних Південної Америки.
Турнір відбувався з 17 липня по 28 жовтня 1975 року. Переможцем вдруге стала збірна Перу.

## Формат
Турнір змінив назву на Кубок Америки, а також формулу розіграшу. Тепер 9 команд (всі за винятком чинного чемпіона Південної Америки), розбиті на 3 групи по 3 команди, в двоколовому (вдома і в гостях) турнірі визначали трьох півфіналістів (четвертим півфіналістом ставав чинний чемпіон Південної Америки). Півфінали і фінал також складалися з двох матчів. Вперше у турніру не було країни-господарки.

## Груповий етап

### Група A
| Збірна    | І | В | Н | П | ГЗ | ГП | Р   | О |
| --------- | - | - | - | - | -- | -- | --- | - |
| Бразилія  | 4 | 4 | 0 | 0 | 13 | 1  | +12 | 8 |
| Аргентина | 4 | 2 | 0 | 2 | 17 | 4  | +13 | 4 |
| Венесуела | 4 | 0 | 0 | 4 | 1  | 26 | −25 | 0 |

| 31 липня  | Венесуела | 0  | 4 | Бразилія  |
| 3 серпня  | Венесуела | 1  | 5 | Аргентина |
| 6 серпня  | Бразилія  | 2  | 1 | Аргентина |
| 10 серпня | Аргентина | 11 | 0 | Венесуела |
| 13 серпня | Бразилія  | 6  | 0 | Венесуела |
| 16 серпня | Аргентина | 0  | 1 | Бразилія  |

### Група В
| Збірна  | І | В | Н | П | ГЗ | ГП | Р  | О |
| ------- | - | - | - | - | -- | -- | -- | - |
| Перу    | 4 | 3 | 1 | 0 | 8  | 3  | +5 | 7 |
| Чилі    | 4 | 1 | 1 | 2 | 7  | 6  | +1 | 3 |
| Болівія | 4 | 1 | 0 | 3 | 3  | 9  | −6 | 2 |

| 17 липня  | Чилі    | 1 | 1 | Перу    |
| 20 липня  | Болівія | 2 | 1 | Чилі    |
| 27 липня  | Болівія | 0 | 1 | Перу    |
| 7 серпня  | Перу    | 3 | 1 | Болівія |
| 13 серпня | Чилі    | 4 | 0 | Болівія |
| 20 серпня | Перу    | 3 | 1 | Чилі    |

### Група C
| Збірна   | І | В | Н | П | ГЗ | ГП | Р  | О |
| -------- | - | - | - | - | -- | -- | -- | - |
| Колумбія | 4 | 4 | 0 | 0 | 7  | 1  | +6 | 8 |
| Парагвай | 4 | 1 | 1 | 2 | 5  | 5  | 0  | 3 |
| Еквадор  | 4 | 0 | 1 | 3 | 4  | 10 | −6 | 1 |

| 20 липня  | Колумбія | 1 | 0 | Парагвай |
| 24 липня  | Еквадор  | 2 | 2 | Парагвай |
| 27 липня  | Еквадор  | 1 | 3 | Колумбія |
| 30 липня  | Парагвай | 0 | 1 | Колумбія |
| 7 серпня  | Колумбія | 2 | 0 | Еквадор  |
| 10 серпня | Парагвай | 3 | 1 | Еквадор  |

## Півфінали
| 21 вересня 1975 |

| Колумбія                         | 3-0 | Уругвай |
| -------------------------------- | --- | ------- |
| Ангуло 53' Ортіс 70' Е. Діас 90' |     |         |

| Ель-Кампін, Богота Глядачів: 55,000 Арбітр: Сесар Ороско |

| 1 жовтня 1975 |

| Уругвай           | 1-0 | Колумбія |
| ----------------- | --- | -------- |
| Морена 17' (пен.) |     |          |

| Сентенаріо, Монтевідео Глядачів: 70,000 Арбітр: Рафаель Ормасабаль |

 Колумбія вийшла у фінал з сумарним рахунком 3:1.
| 30 вересня 1975 |

| Бразилія           | 1-3 | Перу                           |
| ------------------ | --- | ------------------------------ |
| Роберто Батата 54' |     | Касаретто 19' 88' Кубільяс 82' |

| Мінейран, Белу-Орізонті Глядачів: 75,000 Арбітр: Мігель Анхель Комесанья |

| 4 жовтня 1975 |

| Перу | 0-2 | Бразилія                     |
| ---- | --- | ---------------------------- |
|      |     | Мелендес 10' (аг) Кампос 61' |

| Алехандро Вальянуева, Ліма Глядачів: 55,000 Арбітр: Артуро Ітурральде |

Сумарний рахунок був нічийним (3:3),  Перу вийшло у фінал за жеребом.

## Фінал
| 16 жовтня 1975 |

| Колумбія   | 1-0 | Перу |
| ---------- | --- | ---- |
| Кастро 38' |     |      |

| Ель-Кампін, Богота Глядачів: 50 000 Арбітр: Мігель Комесанья |

Колумбія: Сапе, Сеговія, Сарате, Ескобар, Боланьйо, Уманья, Калера, Ретат, Рендон (Е. Діас), Лондеро, Кастро
Перу: Сартор, Сорія, Мелендес, Чумпітас, Діас, Кесада, Охеда, Рохас, Барбадільйо, Рамірес, Облітас
| 22 жовтня 1975 |

| Перу                    | 2-0 | Колумбія |
| ----------------------- | --- | -------- |
| Облітас 18' Рамірес 44' |     |          |

| Національний стадіон, Ліма Глядачів: 50 000 Арбітр: Хуан Сільваньйо |

Перу: Сартор, Сорія, Мелендес, Чумпітас, Діас, Кесада, Охеда, Рохас, Барбадільйо (Руїс), Рамірес, Облітас
Колумбія: Сапе, Сеговія, Сарате, Ескобар, Боланьйо, Уманья, Калера, Ретат, Арболеда, Лондеро, Кастро

### Додатковий матч
| 28 жовтня 1975 |

| Перу       | 1-0 | Колумбія |
| ---------- | --- | -------- |
| Сотіль 25' |     |          |

| Олімпійський стадіон, Каракас Глядачів: 30 000 Арбітр: Рамон Баррето |

Перу: Сартор, Сорія, Мелендес, Чумпітас, Діас, Кесада, Охеда, Рохас (Рамірес), Кубільяс, Сотіль, Облітас
Колумбія: Сапе, Сеговія, Сарате, Ескобар, Боланьйо, Уманья (Ретат), Калера, Ортіс, Арболеда, Е. Діас (Кастро), Кампас

## Чемпіон
| Кубок Америки 1975 |
| ------------------ |
| Перу 2-й титул     |

## Найкращі бомбардири
4 голи
- Леопольдо Луке
- Хосе Ернесто Діас

3 голи
- Маріо Кемпес, Даніель Кіллер
- Овідіо Месса
- Данівал, Неліньйо, Пальїнья, Роберто Батата
- Хуан Карлос Облітас, Освальдо Рамірес

2 голи
- Освальдо Арділес, Маріо Санабрія
- Кампос
- Луїс Аранеда, Мігель Анхель Гамбоа
- Понсіано Кастро, Віллінгтон Ортіс
- Поло Каррера
- Уго Енріке К'єсе, Клементе Ролон
- Енріке Касаретто, Теофіло Кубільяс, Персі Рохас